# Силва Мариано, Алешандре да
Алешандре да Силва Мариано (порт.-браз. Alexandre da Silva Mariano; 28 февраля 1973, Капивари), более известный под именем Амарал (порт.-браз. Amaral) — бразильский футболист, полузащитник.

## Карьера
Лучшие годы карьеры Амарала прошли в клубе «Палмейрас», за который он выступал с 1992 по 1995 год и в 1997 году, проведя 244 матча (в них «вердао» победил 149 раз, 56 раз сыграл вничью и 39 матчей проиграл), забив лишь 1 гол в матче кубка Либертадорес с «Гремио» и выиграл с командой два чемпионата Бразилии и три чемпионата штата. Между этими двумя периодами в «Палмейрасе» Амарал выступал в Италии за «Парму» и в Португалии за «Бенфику».
В 1998 году Амарал вернулся из Португалии в Бразилию и перешёл в стан главного соперника «Палмейраса» клуб «Коринтианс», куда его пригласил бывший наставник Амарала в «Палмейрасе» Вандерлей Лушембурго и выиграл с этой командой за год три титула — чемпионата штата, чемпионата Бразилии и турнир Рио-Сан-Паулу. После ухода Лушембурго из клуба, Амарал покининул «Коринтианс» и перешёл в клуб «Васко да Гама», с которым победил в бразильском чемпионате в 2000 году. Затем играл в Италии в «Фиорентине», с которой отпраздновал победу в Кубке Италии. И в Турции, в клубе «Бешикташ».
Затем Амарал играл на родине, в Катаре, в Польше, в австралийском клубе «Перт Глори». Завершил карьеру в 2015 году в клубе «Капивариано».
За сборную Бразилии Амарал выступал с 1995 по 1996 год. Он провёл за национальную команду 31 матч, включая игры на Олимпиаде в 1996 году, где бразильцы заняли 3-е место.

## Достижения
в Палмейрас
- Чемпионат Бразилии по футболу (Серия A) 1993, 1994
- Лига Паулиста 1993, 1994, 1996
- Турнир Рио-Сан-Паулу 1993

в Коринтианс
- Чемпионат Бразилии по футболу (Серия A) 1999
- Турнир Рио-Сан-Паулу 1999
- Лига Паулиста 1999

в Васко да Гама
- Чемпионат Бразилии по футболу (Серия A) 2000
- Кубок Гуанабара 2000
- Кубок Меркосур 2000

в Фиорентина
- Кубок Италии по футболу 2001

в Бешикташ
- Чемпион Турции 2002/03

в Бразилии
- Атланта 1996 Бронза

## Ссылка
- Профиль на сайте sambafoot.com (англ.)